# Cecil Bancroft
Pour les articles homonymes, voir Bancroft.
Cecil Franklin Patch Bancroft (né Cecil Bancroft), le 25 novembre 1839 à New Ipswich (New Hampshire) et mort le 4 octobre 1901 à Andover (Massachusetts), est un éducateur américain et 8e principal de la Phillips Academy à Andover de 1873 à 1901.

## Biographie

### Jeunesse
Cecil Bancroft, né le 25 novembre 1839 à New Ipswich dans le New Hampshire, est le fils aîné de James Bancroft et de Sarah (Kendall) Bancroft. Dès son plus jeune âge, il est pris en charge par M. et Mme Patch d'Ashby, Massachusetts, dans la ville voisine. Bien qu'il ne soit pas légalement adopté, ils le nomme Cecil Franklin Patch Bancroft, en ajoutant Franklin Patch d'après le fils de M. et Mme Patch qui est décédé récemment. Il fréquente des écoles publiques à Ashby ainsi que l'Académie Appleton à New Ipswich. Il entre au Dartmouth College en 1856 à l'âge de seize ans et obtient son diplôme en 1860, presque premier de sa classe.
Cecil Bancroft poursuit son éducation alors qu'il entame sa carrière dans l'enseignement. Il suit des cours à l'Union Theological Seminary de New York pendant l'année universitaire. Pendant cette période, il est membre de la Commission chrétienne des États-Unis, voyageant pour soutenir les soldats pendant la guerre civile. Il est ensuite transféré au Andover Theological Seminary, où il obtient son diplôme en 1867.

### Carrière
Après avoir obtenu son diplôme du Dartmouth College en 1860, Cecil Bancroft devient le directeur de l' Académie Appleton à Mont Vernon, New Hampshire. C'est là qu'il rencontre sa future épouse, Frances A. Kittredge, l'une de ses élèves. En 1867, il quitte son emploi pour épouser Mlle. Kittredge et déménager à Lookout Mountain, Tennessee, où il devient  directeur d'une école. L'école manque de fonds en 1872 et le fondateur abandonne le projet, laissant Cecil Bancroft sans emploi. Il décide alors de passer l'année suivante à l'étranger, en Italie. Un an plus tard, à Halle, en Allemagne (probablement Halle, Saxe-Anhalt ), il reçoit un message par câble lui proposant de devenir directeur de la Phillips Academy. Il a la possibilité de rester en Italie mais, à la réflexion, il estime que le choix de déménager est naturel. Pendant son séjour à Andover, on lui propose un poste similaire à la Pacific University à Forest Grove, en Oregon, mais il le refuse.

#### Phillips Academy
Cecil Bancroft accepte une offre des administrateurs de la Phillips Academy pendant son séjour en Italie et est officiellement nommé 8e directeur le 17 mai 1873. Il commence son mandat plus tard cette année-là, arrivant à Andover le 31 juillet 1873, vivant à la Double Brick House. Il arrive à une époque de déclin pour l'école. Les fonds sont faibles, le nombre d'élèves diminue et la réputation de l'école se dégrade. En tant que directeur, il  profite de la célébration du centenaire de l'école en 1878 pour lancer une campagne, en s'adressant aux anciens élèves, aux descendants des anciens élèves et des fondateurs de l'école, et à d'autres personnes. Au cours des deux décennies suivantes, il fait construire de nouveaux bâtiments, fait passer le corps enseignant de 8 à 22 et le nombre d'étudiants de 237 à plus de 400, et augmente considérablement la dotation, ce qui contribue à la qualité de l'enseignement. Cecil Bancroft est un administrateur du Dartmouth College, du séminaire théologique d'Andover, de l'hôpital d'État de Tewksbury et de la ferme d'État de Bridgewater.

### Membre de l'Andover Village Improvement Society, terrain de la société
Cecil Bancroft est membre de l'Andover Village Improvement Society. Dans les années 1890, il s'efforce de préserver le premier terrain de la société, Indian Ridge. Indian Ridge, un esker glaciaire, avait déjà été partiellement excavé pour le gravier, mais il pensait que la crête devait quand même être préservée pour éviter toute nouvelle destruction. Il réussit à convaincre d'autres membres de la société, comme Warren Draper, de donner des fonds pour acheter la propriété de vingt-trois acres. En 1897, le terrain est protégé de façon permanente. Les habitants de la ville décrivent Cecil Bancroft comme « un enthousiaste du bien-être d'Andover ».

### Mariage et enfants
Cecil Bancroft épouse Frances A. Kittredge le 6 mai 1867 à Mont Vernon. Ils se sont rencontrés alors que Cecil Bancroft était directeur de l'école d'Appleton et se sont mariés peu après sa démission avec l'intention de se rendre ensemble à Lookout Mountain, dans le Tennessee, pour le nouvel emploi de Cecil Bancroft. Ensemble, ils ont cinq enfants, trois fils et deux filles, dont certains résident à New Haven et à Stamford. Frances A. Kittredge meurt le 28 mars 1898, trois ans seulement avant Cecil Bancroft.

### Mort et après
Cecil Bancroft meurt le 4 octobre 1901 à son domicile à Andover. Son neveu Alfred Stearns lui succède comme directeur de la Phillips Academy en 1903.